# 國道500號
國道500號是從大分縣別府市至佐賀縣鳥棲市的一般國道。除起終點外，大多行於山間。

## 概要

### 路線
- 距離：160.9km
- 起點：大分縣別府市（九州橫斷道路口交差點＝國道10號）
- 終點：佐賀縣鳥棲市（姬方町交差點＝國道3號）
- 指定路段：無

## 共線路段
- 大分縣宇佐市院內町副～大分縣宇佐市院內町原口（原口交差點）：國道387號
- 大分縣中津市本耶馬溪町曾木～大分縣中津市山國町守實：國道212號
- 大分縣中津市山國町守實～福岡縣京都郡京都町犀川帆柱：國道496號
- 福岡縣朝倉郡東峰村小石原（小石原交差點）～福岡縣朝倉郡東峰村小石原：國道211號
- 福岡縣朝倉市長穀山（長穀山交差點）～福岡縣朝倉市馬田（東田交差點）：國道322號

## 通過市町村
- 大分縣
  - 別府市 - 速見郡日出町 - 別府市 - 宇佐市 - 中津市
- 福岡縣
  - 京都郡京都町 - 田川郡添田町 - 朝倉郡東峰村 - 朝倉市 - 朝倉郡築前町 - 三井郡大刀洗町 - 小郡市
- 佐賀縣
  - 鳥棲市

## 主要連接道路
- 國道10號（別府市）
- 國道387號（宇佐市）
- 國道212號（中津市）
- 中津日田道路（中津市）
- 國道496號（中津市、京都町）
- 國道211號（東峰村）
- 國道386號（朝倉市）
- 國道322號（朝倉市）
- 國道3號（鳥棲市）

## 關連項目
- 英彥山
- 福岡縣道32號犀川豐前線（原豐前甘木線）
- 九州地方道路列表